# Greensleeves (manzana)
Greensleeves es una variedad cultivar de manzano (Malus domestica).
Criado en 1966 por el Dr. Alston, East Malling Research Station, Maidstone, Kent. Las frutas tienen una pulpa de textura  crujiente y jugosa con un sabor suave y refrescante.

## Sinonimia
- "Malling Greensleeves".

## Historia
'Greensleeves' es una variedad de manzana, desarrollado a mediados de la década de 1960 por el Dr. Frank Alston en la East Malling Research Station en Kent (Reino Unido), cruzando como Parental-Madre a 'James Grieve' x polen de 'Golden Delicious' como Parental-Padre. Recibió el Premio al Mérito de la Royal Horticultural Society en 1981 y fue lanzado oficialmente a los circuitos comerciales en 1982.
'Greensleeves' se cultiva en la National Fruit Collection (Colección Nacional de Fruta) de Reino Unido donde está cultivada con el número de accesión: 1980-077' y nombre de accesión: Greensleeves. También se encuentra ejemplares vivos en el huerto colección de manzanas para la elaboración de sidra del "Tidnor Wood National Collection® of Malus".

## Características
'Greensleeves' es un árbol pequeño, débilmente vigoroso, con crecimiento erguido y extendido. El árbol es resistente. Portador de espuelas de fructificación. Tiene un tiempo de floración que comienza a partir del 22 de abril con el 10% de floración, para el 25 de abril tiene una floración completa (80%), y para el 4 de mayo tiene un 90% de caída de pétalos.
'Greensleeves' tiene una talla de fruto de mediano a grande; forma redondo y ligeramente oblongo, a veces torcido, con una altura promedio de 64.68mm y una anchura promedio de 74.34mm; epidermis con color de fondo amarillo verdoso a dorado, dependiendo del nivel de madurez y tiende a ser bastante dura, con color del sobre color leve rubor cobrizo, con distribución del sobre color rubor en manchas, presentando las manzanas completamente maduras muestran una tenue coloración cobriza alrededor del tallo donde se exponen al sol, importancia del ruginoso-"russeting" (pardeamiento áspero superficial que presentan algunas variedades) muy débil; pedúnculo largo y de calibre delgado, colocado en una cavidad moderadamente profunda y abierta, a menudo con ruginoso-"russeting"; cáliz con la anchura de la cavidad calicina estrecha, profundidad de la cavidad calicina media, con surcos profundos de la piel en el interior de la cav. calicina; ojo pequeño, cerrado; sépalos largos, puntiagudos y vueltos hacia fuera desde por debajo de su mitad; pulpa de color crema y de textura áspera, crujiente, jugoso, sabor agridulce y meloso. La manzana debe usarse poco después de la cosecha, ya que tiende a perder su sabor y a ablandarse del árbol.
Su tiempo de recogida de cosecha se inicia a mediados de septiembre. Estas manzanas tienden a ablandarse y secarse en almacenamiento en un mes. Se mantiene un mes en una habitación fría regular.

## Progenie
'Greensleeves' tiene en su progenie como Parental-Padre, a la nueva variedad de manzana:
- Limelight

## Usos
Se utiliza como una manzana fresca para comer, pero también es una buena opción para jugo de manzana, de uso en cocina, y en la elaboración de sidra.

## Ploidismo
Diploide. Auto estéril, para los cultivos es necesario un polinizador compatible. Grupo C Día 8.

## Susceptibilidades
- Muy resistente a la sarna del manzano,
- Propenso al cancro,
- Muy susceptible a la roya del manzano y del enebro.[4][5]